# Стеван Филиповић (редитељ)
Стеван Филиповић (Београд, 1981) српски је филмаџија и универзитетски професор. Познат је као редитељ и сценариста филмова Шејтанов ратник (2006), Шишање (2010) и Поред мене (2015). Добитник је бројних међународних филмских награда.

## Биографија
Рођен је 1981. године у Београду. Завршио је Трећу београдску гимназију. Дипломирао је на Факултету драмских уметности Универзитета уметности у Београду. Добитник је стипендије града Београда, стипендије за развој научно-уметничког подмлатка и стипендије Краљевине Норвешке.

## Приватни живот
Филиповић се почетком децембра 2021. године изјаснио као хомосексуалац. Он је на свом твитер налогу објавио фотографију уоквирену дугиним бојама, а затим је објавио статус:
„Променио сам профилну слику. Прецизнија је сад. Некоме битна, некоме небитна ствар. Само да буде јасно да не постоји ниједан део мене кога се стидим, који кријем, или који неко може да помисли да искористи као оружје у евентуалном сукобу. Бришемо подтекст, since 1981.”

## Филмографија
| Година     | Наслов             |
| ---------- | ------------------ |
| 2006.      | Шeјтанов ратник    |
| 2010.      | Шишање             |
| 2014—2015. | Ургентни центар    |
| 2015.      | Поред мене         |
| 2016.      | Добра жена         |
| 2018.      | Поред мене мјузикл |
| 2019.      |                    |
| 2023.      | Поред тебе         |
| 2024.      | Поред нас          |